# Willard Rockwell
Willard Frederick Rockwell, Sr. (Boston, 31 de març de 1888 - Pittsburgh, 16 d'octubre de 1978) va ser un empresari estatunidenc que va ajudar a formar i anomenar el que eventualment es va convertir en la companyia Rockwell International.

## Biografia
Rockwell va ser educat a l'Institut de Tecnologia de Massachusetts, i el 1919, va iniciar el seu propi negoci. Es va casar amb Clara Whitcomb Thayer i la parella va tenir cinc fills: Kay, Janet, Willard Jr., Eleanor i Betty. Willard Jr. va seguir al seu pare al negoci de l'empresa el 1947, a Pittsburgh, PA.